# Kupferhexafluorosilicat
Kupferhexafluorosilicat ist eine anorganische chemische Verbindung des Kupfers aus der Gruppe der Hexafluorosilicate.

## Gewinnung und Darstellung
Kupferhexafluorosilicat kann durch Reaktion von Hexafluorokieselsäure mit Kupfer(II)-oxid gewonnen werden.
{\displaystyle \mathrm {CuO+H_{2}[SiF_{6}]\longrightarrow Cu[SiF_{6}]+H_{2}O} }

## Eigenschaften
Kupferhexafluorosilicat ist als Hexahydrat ein blassblaues, kristallines Pulver, das an Luft verwittert und an feuchter Luft zerfließt. Es besitzt eine trigonale Kristallstruktur mit der Raumgruppe R3 (Raumgruppen-Nr. 148) und zersetzt sich in Schwefelsäure und Natriumhydroxid. Das Tetrahydrat hat eine monokline Kristallstruktur mit der Raumgruppe P21/c (Raumgruppen-Nr. 14). Die Verbindung zersetzt sich bei Erhitzung.

## Verwendung
Kupferhexafluorosilicat wurden früher als Holzschutzmittel verwendet. So wird es als Bestandteil von sogenannten CKF- und CKFZ-Salzen (Holzschutzmittel-Wirkstoffe, die neben den Chrom- oder Kupfersalzen zusätzlich Fluorverbindungen wie eben zum Beispiel Kupferhexafluorosilicat oder Zinkhexafluorosilicat enthalten) eingesetzt. Kupferhexafluorosilicat dient auch als Härter für weißen Marmor.